# Алпина (Мичиген)
Алпина (енгл. Alpena) град је у америчкој савезној држави Мичиген. По попису становништва из 2010. у њему је живело 10.483 становника.

## Демографија
Према попису становништва из 2010. у граду је живело 10.483 становника, што је 821 (7,3%) становника мање него 2000. године.
| Група             | 2000.          | 2010.          |
| Белци             | 10.993 (97,2%) | 10.066 (96,0%) |
| Афроамериканци    | 47 (0,4%)      | 48 (0,5%)      |
| Азијати           | 54 (0,5%)      | 76 (0,7%)      |
| Хиспаноамериканци | 67 (0,6%)      | 109 (1,0%)     |
| Укупно            | 11.304         | 10.483         |